# Gisela Weiß
Gisela Weiß   (Česká Kamenice, 16 d'octubre de 1943), coneguda també pel seu nom de casada Gisela Engelhardt, és una nedadora alemanya, especialista en estil lliure, que va competir durant les dècades de 1950 i 1960.
El 1960 va prendre part en els Jocs Olímpics d'Estiu de Roma, on disputà dues proves del programa de natació. Guanyà la medalla de bronze en la prova dels 4x100 metres lliures, formant equip amb Christel Steffin, Heidi Pechstein i Ursula Brunner, mentre en els 400 metres lliures quedà eliminada en semifinals.
Entre 1959 i 1961 guanyà set campionats nacionals de la República Democràtica Alemanya, un en els 400 metres lliures i sis en les proves de relleus, tres en estil lliure i tres en estils amb el seu club, el SC DHfK Leipzig.
Un cop retirada, el 1963, va estudiar medicina. El 1964 es va casar amb Karl-Heinz Engelhardt, campió alemany de natació. Després de graduar-se, va treballar com a metgessa, primer en una escola de Leipzig i després de la reunificació alemanya en una clínica de rehabilitació.